# تسيل أم زيه
تسيل أم زيه (بالألمانية: Zell am See) هي بلدة صغيرة لكنها ثاني أهم وجهة سياحية في النمسا بعد فيينا، ولكثرة الضيوف حتى من الشرق الأوسط، قامت بتقديم العديد من المطاعم العربية التي تعد اللحم الحلال، كما قامت بتوظيف موظفين عرب في اغلب الفنادق لتسهيل اقامة السائح العربي.

## أهم الأماكن السياحية

### تسيل أم زيه
تجدُ على بعد ساعة واحدة من جنوب مدينة سالزبورغ أكثر المناطق شعبيةً لقضاء العطلات من أجل الضيوف القادمين من الشرق الأوسط للنمسا، تقعُ مدينة «تسيل أم زي» أسفلَ الجبل المحلي الذي يبلغُ ارتفاعه 2,000 م، ويدعى «شمتنهوه» Schmittenhöhe، وإلى جانب بحيرة «زيل» المشهورة. لقد أصبحت القرية التي تقعُ في الوادي الرائع في منطقة جبال الألب منتجعاً صحياً مناخياً منذ عام 1961 وهي مشهورةٌ ببحيرتها، إنَّ بحيرة «زيل» صالحةٌ لما هو أكثر من مجرد التمتع بمنظرها الجميل، فهي أيضاً تعدُّ خزاناً طبيعياً يتسعُ ل 175 مليون متر مكعب وتزود المدينة بأنقى مياه الشرب. البحيرة التي تبلغ مساحتها 4.3 كيلومتر مربع مناسبةٌ بشكل رائعٍ أيضاً من أجل الاستمتاع والاسترخاء. سوف تجدُ عند مداخل المدينة مباشرةً جبل "Schmittenhöhe" الذي يبلغ ارتفاعه 2,000 م. توجدُ ممرات رائعة للمشي تتخللها مناظرٌ جميلة وهي قريبةٌ جداً من وسط القرية، ولكن من الممتع أيضاً قضاء بعض الوقت في مركز مدينة «تسيل أم زي» حيث تدعوك الشوارع التي تتواجد فيها المتاجر للتجول ويوجدُ سوق أسبوعيٌ في ساحة «ستاد بلاتز».

#### بحيرة «تسيل» ورحلة في القارب
تقعُ بحيرة «تسيل» في واديٍ رائعٍ بين قمة جبل "Grossglockner" وهو الأعلى في النمسا وجبل "Kitzsteinhorn" المغطى بالثلج. لقد أصبح وادي «تسيل أم زي» المهيب والقابع في جبال الألب منتجعاً صحياً منذ عام 1961. تعدُّ بحيرة «زيل» خزاناً طبيعياً يتسعُ ل 175 مليون متر مكعب وتزود المدينة بأنقى مياه الشرب، وبالتأكيد يصلح سطحُ البحيرة أيضاً بشكل رائعٍ من أجل ممارسة الرياضات المائية في الصيف والرياضات الجليدية في الشتاء. تدعوك البحيرةُ التي تبلغ مساحتها 4.7 كليومتر مربع للقيام بنزهة مريحة في القارب. يوجد أربع عَبّاراتٍ بخاريةٍ مختلفةٍ وممتعةٍ تُبحرُ عبر بحيرة «زيل». سوف تأخذك الرحلة على متنِ عَبّارة "MS Schmittenhöhe" على سبيل المثال إلى شواطئ "Sonnhof" و"Thumersbach" وكذلك تتوفرُ المأكولات خلال الرحلة مع وجود خدمة تقديم الطعام على متن العبّارة.

#### مركز البلدة القديمة
مركز البلدة القديمة هو مكان مخصص للمشاة و يمنع فيه دخول السيارات يوجد بالمركز كنيسة عمرها اكثر من 700 عام و يوجد سوبرماركت و عدة مطاعم و فنادق كما يوجد ساحة تقام فيها الاحتفالات و المناسبات الرسمية بالبلدة .

##### فندق جراند تسيل أم زي
يقعُ فندق جراند تسيل أم زي 'Grand Hotel Zell am See'، مباشرةً عند ضفةِ بحيرة «تسيل» وسط جبال الألب في النمسا. يَمنَحُكَ فندق جراند تسيل أم زي جاذبية الضيافة النمساوية الممزوجة بالخدمة السريعة في فندقٍ من فئة ال4 نجوم في فصل الصيف والشتاء على السواء. تختبرُ هنا حُسنَ الضيافة في منطقة جبال الألب والعناية الرائعة بالأطفال والشعور بنسيمٍ من الرفاهية المَلكيّة وقضاءَ لحظاتٍ من الرومانسيّة.

##### فندق رودولف فايتاليتي
في 'Rudolfshof Vitality Hotel' يقدمُ رئيسُ الطهاة المأكولاتٍ التقليديةٍ المحليّةٍ. تستطيع أن تجد الفندق من فئة ال4 نجوم، والذي تُديره عائلة، في «كابرون» في موقعٍ مركزيٍ ومع ذلك هادئ في وسط القرية. يوفرُ موقع الفندق الفريد وهو تواجده على تلة منظرا رائعا لمنطقة وادي نهر Salzach بأكمله. بُنيَ الفندقُ على الطرازِ النمساوي التقليدي ويقدمُ المأكولات الذيذة ويوجدُ فيه منتجعٌ صحيٌ للاسترخاء.

##### فندق نيو بوست
بًنيَ فندق "Neue Post" على الطرازِ النمساوي التقليدي ويقعُ في وسط مدينة «تسيل أم زيه» بين حديقة القصر وباحة الفندق ذات الأشجار العتيقة والحديقة الشتوية والشرفة المُشمسة والبِرَك ومرجةٍ خضراء للاستلقاء تحت أشعة الشمس.

##### فندق هيتزمان
ملتقى التقاليد والعصر الحديث. فندق "Heitzmann" قائمٌ في موقعٍ مناسبٍ جداً، فبحيرة «تسيل» وتلفريك إكسبرس المدينة يقعان ضمن مسافةٍ قصيرٍة سيراً على الأقدام من الفندق.

##### فندق لاتيني
تتوفرُ الوجبات في الفندق حتى الساعة الثانية صباحاً وكذلك وجبات الإفطار في وقت مُتأخر. يقعُ فندقُ "Latini" من فئةِ الأربعة نجوم في مدينة «تسيل أم زيه» مباشرةً عند محطة تلفريك "Areitbahn" في الوادي ويقدمُ وجبات الطعام حتى الساعة الثانية صباحاً وكذلك وجبات الإفطار في وقت مُتأخر.

##### فندق البحيرة فريبرغ
فندق "Lake Hotel Freiberg" يحتوي على شاطئ خاصٍ به. تمتلكه عائلة "Freiberg" ويجري العمل فيه منذ أكثر من 100 عام. يوجد في الفندق حديقةٌ خاصةٌ مع شاطئ ومنطقة للاستلقاء تحت أشعة الشمس. يستخدمُ رئيسُ الطهاة المنتجاتَ المحليّة ليطهو المأكولات النمساوية الخاصة.

### كابرون
يعود تاريخها الحافل بالأحداث لعدَّة قرون. المَعلم المميز لها هو مبنى القلعة الذي رُمِمَ بشكلٍ كليٍّ في عام 1975 ومُشيَّد على قطعة صخرية بارزة منذ القرن الثاني عشر. من أهم المعالم التي يتوجب زيارتها في مدينة «كابرون» هي الكتلة الجليدية على جبل «Kitzsteinhorn»، طُورت أول منطقة تزلجٍ جليدية هنا ببناءِ عرباتٍ مُسيرةٍ على سككٍ حديدية على ثلاثة مراحلٍ صعوداً نحو جبل «Kitzsteinhorn». وتوفر منطقة التزلج هذه الثلوج على مدار السنة وتتيح بذلك تجربة ممارسة التزلج في نفس الوقت، وحتى خلال فصل الصيف تستطيع الصعود بواسطة العربات المُسيرة على سككٍ حديديةٍ ومشاهدة الثلوج. يوجدُ أيضاً مُتنزهٌ عائليٌ ترفيهيٌ يدعى «آيس أرينا» تتوفرُ فيه ممراتٌ لممارسة التزحلق ونشاطاتٌ ممتعةٌ أخرى تُمارسُ وسطَ الثلوج من أجل جميع أفراد العائلة.

#### جبل كيتزينهورنوالتلفريك
يمكنك صعود القمة بواسطة عربة التلفريك عبر ثلاث مراحل من اسفل سفح الجبل إلى قمة جبل «كيتس شتاين هورنKitzsteinhorn» المهيب وهو أعلى جبل لمشاهدة المناظر في مدينة سالزبورغ في فصل الصيف والشتاء. تتواجدُ الثلوجُ على قمة الجبل البالغ ارتفاعه 3,203 م في فصل الصيف أيضاً. ويعتبر التزحلق على الثلج خلال منتصف الفصل الدافئ مغامرةً حقيقيةً لكلِّ الأطفال. من المعالم الأخرى المناظر البانورامية الخلابة لقممِ سلسلة جبال "Hohe Tauern" البالغ ارتفاعها 3000 م والتي تستطيع أن تستمتع بمشاهدتها وأنت جالس على شرفة لها إطلالة بانورامية على ارتفاع 3000 م فوق مستوى سطح البحر. جبل غروسغلوكنر - وهو الأعلى في النمسا- قريبٌ جداً لدرجة أنك تستطيع أن تمُدَّ يدك وتلمسه. تتلألئ القمم الجليدية للمنتزه الوطني "Hohe Tauern" تحت أشعة الشمس وتستطيع أن ترى النسور الذهبية المهيبة وهي تُحلِقُ عالياً فوق قممِ الجبال يمكنك في الاعلى استئجار معدات تزلج للاستمتاع بالثلج علماً بأن الثلوج تتواجد في القمة بالمرحلة الثالثة طوال ايام العام و يمكنك صعود التلفريك مجاناً بواسطة بطاقة زيلامسي كابرون الصيفية .

#### آيس أرينا
حيث الإحساس بالبرد في فصل الصيف، تأخذك ثلاثُ عرباتِ تلفريك موجودة على جبل «Kitzsteinhorn» في تجربة جليدية لا تنسى على ارتفاع 3000 م فوق مستوى سطح البحر في "Ice Arena". استمتع «بالتحليق» فوق الكتلة الجليدية وأعلى برج أسلاكٍ حاملٍ لمصاعد التزلج في العالم على ارتفاع 3029 م. توجد منطقةٌ تنتظر زيارتك لها تقعُ تحت قمة الجبل قليلا وفوق الهضبة الجليدية حيث تستطيع أن تقوم بالمغامرات، وهي فريدة من نوعها في النمسا تستطيع ممارسة النشاطات والقيام بالمغامرات والعديد من الأشياء في متنزه «آيس أرينا» الذي يوجدُ فيه شاطئ ثلجي ومقاعد للاسترخاء ومنزلقات ثلجية وألعاب للأطفال. إصعد للتمتع بمتنزه «آيس أرينا» مجاناً باستخدام بطاقة'تسيل أم زيه كابرون'.

#### جبل شميتن هوهوالتلفريك
عند مدخلِ "تسيل أم زيه" تستطيع أن تستمتع بالمناظر الرائعة من على قمة جبل "Schmittenhöhe" الذي يبلغُ ارتفاعه 2,000. يجتذبُ الجبلُ المتزلجين وراكبي ألواح التزلج من شهر ديسمبر وحتى منتصف شهر أبريل. تستطيع أن تستمتع بزيارة الجبل المحلي في الصيف إلى أقصى حد، يُمكِنك ركوب تلفريك 'Zeller Bergbahn" للصعود ومشاهدة المناظر البانورامية، يَصعدُ التلفريك بك من قاعدته الموجودة في الوادي ويأخذك مباشرةً إلى فندقِ الجبل الموجود على ارتفاع2,000 م. تستطيعُ أيضاً أن تختار القيام برحلة مشياً على الأقدام من مركز مدينة "تسيل" وحتى Köhlergraben.

#### خزّانات «كابرون» فيجبال الألب
هنا في "Kaprun Alpine Reservoirs" يتم توليد الطاقة بشكل طبيعي. تستطيع أن تتعلم عن أهمية المياه كمصدرٍ لتوليد الطاقة النظيفة والمُستدامة عند قيامك بجولة إلى خزّاني «كابرون» في الجبل العالي (بحيرتان اصطناعيتان). تُجمعُ 16 مليون متر مكعب من المياه الموجودة في الخزّانين وتُوجَهُ عبر المولدات من أجل أن تُوَلِدَ الطاقة الكهربائية. رُسمت أولى المخططات من أجلِ إقامة محطةٍ ضخمةٍ لتوليد الطاقة في جبال الألب بين عامي 1920 و1930. في الوقت الحاضر، تُقِلُ باصات شركة "Tauern Touristik" للنقل الزوارَ من عند موقف السيارات في الوادي وتأخذهم للأعلى لرؤية الخزّانين. أُنجزَ جزءٌ من الطريق المؤدي للأعلى بواسطةِ أكبر شركة مُصنعة للمصاعد المفتوحة والمائلة في أوروبا. يُوضِحُ خبراءٌ كيفية إنتاج الطاقة في محطة توليد الطاقة هذه أثناء قيامك بجولة في منطقة الخزانين بمساعدةِ مرشدٍ سياحي. سوف يُوضِحُ لك الخبراء أيضاً الغاية من وجود الخزانين على ارتفاع 2,040 م و 1,672 م. يوجدُ أيضاً 'دار الطاقة' في «كابرون» وهو مركزٌ للمعلومات الإعلامية يقع أسفل الوادي، تستطيع أن تتعلم هناك كل شيء عن الطاقة الكهربائية المُنتجة في محطة "Tauern" لتوليد الطاقة، وتستطيعُ أن تشاهدَ كل ما يجري في حجرة الآلات من صالة العرض.

#### كيدزتاين هورنوالتلفريك
تحتاجُ عرباتُ التلفريك بضع دقائق لتصعد بك من الملهى الموجود عند جانب البحيرة إلى قمة جبل «Kitzsteinhorn» المهيب وهو أعلى جبل لمشاهدة المناظر في مدينة سالزبورغ في فصل الصيف والشتاء. تتواجدُ الثلوجُ على قمة الجبل البالغ ارتفاعه 2,900 م في فصل الصيف أيضا. ويعتبر التزحلق على الثلج خلال منتصف الفصل الدافئ مغامرةً حقيقيةً لكلِّ الأطفال. من المعالم الأخرى المناظر البانورامية الخلابة لقممِ سلسلة جبال "Hohe Tauern" التي تستطيع أن تستمتع بمشاهدتها وأنت جالس على شرفة لها إطلالة بانورامية على ارتفاع 3000 م فوق مستوى سطح البحر. جبل غروسغلوكنر وهو الأعلى في النمسا، قريبٌ جداً لدرجة أنك تستطيع أن تمُدَّ يدك وتلمسه. تتلألئ القمم الجليدية للمنتزه الوطني "Hohe Tauern" تحت أشعة الشمس وتستطيع أن ترى النسور الذهبية المهيبة وهي تُحلِقُ عالياً فوق قممِ الجبال.

#### منتجعٌ جبل تاورن وفندق «كابرون»
يعتبر "Hotel Kaprun"، فندقُ استجمام صحي حديث وهو قائمٌ في سفوح قمم جبال الألب. الطرازُ المعماريُ الفريد للفندق ذو المنتجع في «كابرون» يجعلهُ واحداً من أكثر فنادق الاستجمام الصحي متعةً في النمسا. تتوفرُ وسائل الراحة المعاصرة في 138 غرفٍ مزدوجةٍ و 20 من الأجنحة الصغيرة وجناحين، وتشاهد من على الشرفات المشاهد البانورامية فوق المناظر الطبيعية الساحرة حول الفندق.

## بطاقة تسيل أم زيه كابرون
بطاقة 'تسيل أم زيه كابرون' هي بطاقة يتم تزويعها للضيوف المقيمين في بعض الفنادق مجاناً وهي صالحة للاستخدام في معظم معالم الجذبِ السياحي الأكثر شعبية في المنطقة. وهي تذكرة مجانية تتيحُ للزائر ممارسة النشاطات الرياضية والثقافية ونشاطات أخرى مُتاحة في المنطقة. البطاقة يتم تزويعها مجاناً على النزلاء من الفنادق المشتركة و لا يمكن بيعها ، تبدأ الانشطة السياحية بقبول البطاقة اعتبارا من منتصف مايو الى نهاية اكتوبر.